# Johan Willner
Johan Olof Willner, född 28 februari 1948 i Åbo, är en finländsk nationalekonom.
Willner blev politices doktor 1978. Han har innehaft olika lärar- och forskarposter vid Åbo Akademi (1971–1978, 1980–1984 och 1987–1988), Finlands Akademi (1978–1981) och Svenska handelshögskolan (1984–1987). Han utnämndes 1988 till professor i nationalekonomi vid Åbo Akademi, en tjänst som han pensionerades från 2016.
Willner har också undervisat vid Stockholms och Helsingfors universitet. Han har varit gästforskare vid London School of Economics och University of Warwick.
Bland hans publikationer bör nämnas Cost of production, values and prices (1978) och Inflation and economic activity under imperfect competition (1982). Han har främst intresserat sig för industriell ekonomi, i den neokritiska skolans tecken. Han har varit bland annat koordinator inom European network for industrial policy. 2006 blev Willner ledare för projektet Att reformera marknader och organisationer, finansierat av Finlands Akademi. Projektet analyserar motiven för att konkurrensutsätta och privatisera tjänsteproduktion.